# N4-Méthylcytosine
La N4-méthylcytosine est une base nucléique pyrimidique dérivée de la cytosine par méthylation. Elle est présente naturellement sous forme de N4-méthylcytidine dans certains ARN ribosomiques sous forme de 1-méthylguanosine, ainsi que dans l'ADN de certaines bactéries,.